# Waterville (Minnesota)
Waterville é uma cidade localizada no estado americano de Minnesota, no Condado de Le Sueur.

## Demografia
Segundo o censo americano de 2000, a sua população era de 1833 habitantes.
Em 2006, foi estimada uma população de 1900, um aumento de 67 (3.7%).

## Geografia
De acordo com o United States Census Bureau tem uma área de
6,0 km², dos quais 4,4 km² cobertos por terra e 1,6 km² cobertos por água. Waterville localiza-se a aproximadamente 309 m acima do nível do mar.

## Localidades na vizinhança
O diagrama seguinte representa as localidades num raio de 16 km ao redor de Waterville.